# Veronica rosea
Veronica rosea är en grobladsväxtart. Veronica rosea ingår i släktet veronikor, och familjen grobladsväxter.

## Underarter
Arten delas in i följande underarter:
- V. r. atlantica
- V. r. chartonii
- V. r. rosea
- V. r. virgata
- V. r. macrantha

## Bildgalleri

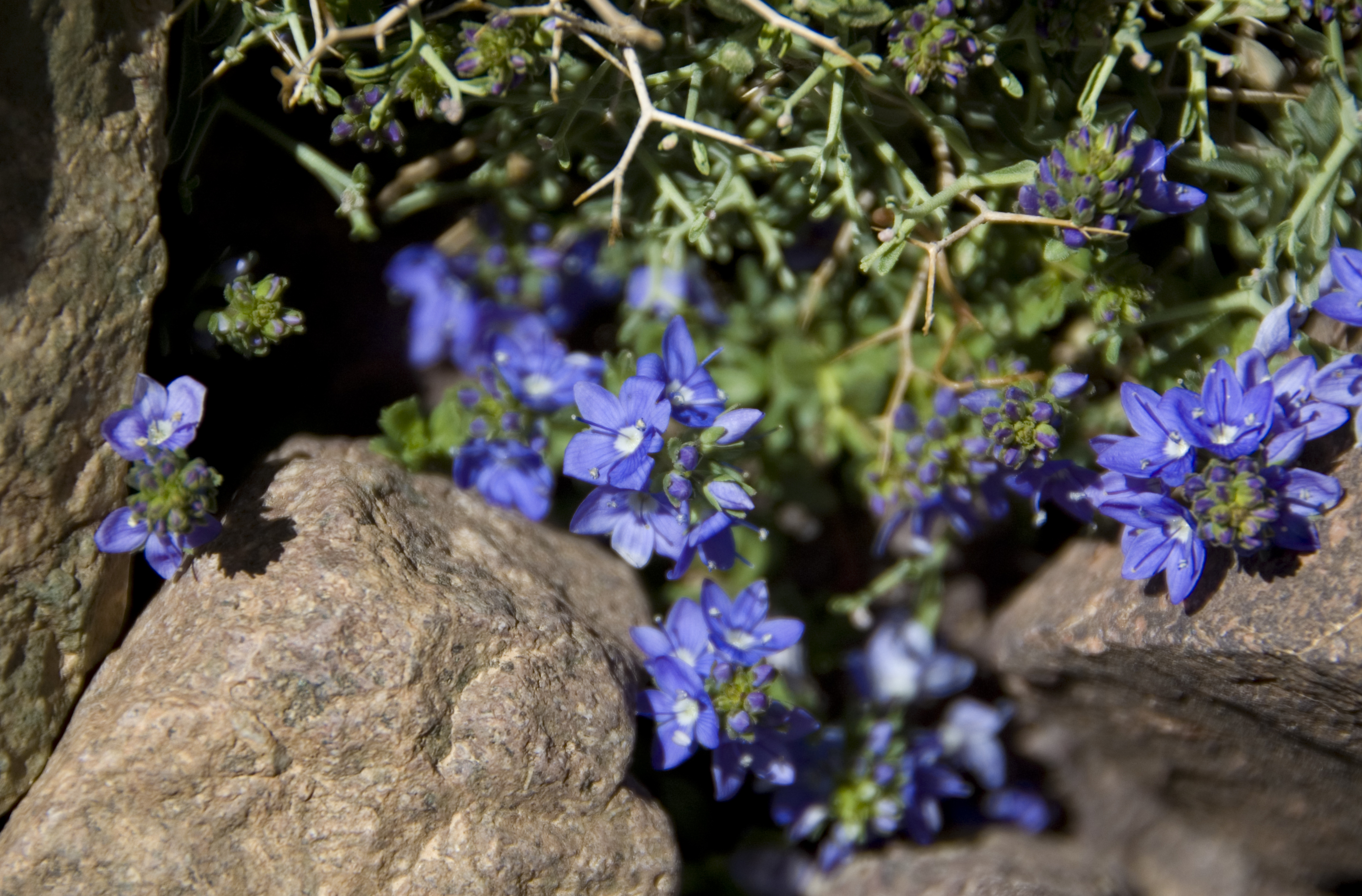